# Nachtgestalten (film 1920)
Nachtgestalten è un film muto del 1920 scritto, prodotto e diretto da Richard Oswald.

## Produzione
Il film fu prodotto dalla Richard-Oswald-Produktion. Venne girato negli studi del Bioscop-Atelier di Neubabelsberg, a Potsdam.

## Distribuzione
Distribuito dalla Decla-Bioscop AG, uscì nelle sale cinematografiche tedesche presentato alla Richard Oswald-Lichtspiele di Berlino il 9 gennaio 1920; la censura berlinese ne vietò la visione ai minori. Il film è conosciuto anche con il titolo Eleagable Kuperus.